# Harde buik
Een harde buik, ook wel Braxton-Hickscontractie of voorwee genoemd, is een spiersamentrekking van de baarmoeder tijdens de zwangerschap. De buik voelt kort strak en hard aan.
De harde buik wordt veroorzaakt door het samentrekken van de spieren van de baarmoeder, gemiddeld gedurende dertig seconden. De baarmoeder bereidt zich hiermee voor op de weeën. Deze 'voorweeën', 'Braxton-Hickscontracties' genoemd naar een Engelse arts die ze in 1872 beschreef, zijn aanvankelijk niet pijnlijk, ze voelen aan als buikkramp. Bij lang niet alle vrouwen is er sprake van het optreden van een harde buik. Bij een eerste zwangerschap komt het minder vaak voor dan bij een volgende zwangerschap.
De eerste samentrekkingen kunnen al plaatsvinden in de zesde week van de zwangerschap, maar zijn dan nog niet te voelen. Dat gebeurt meestal pas na enkele maanden. In het verloop van de zwangerschap neemt frequentie van het harde buikverschijnsel toe. De samentrekkingen worden heviger en pijnlijk en kunnen verschillende minuten aanhouden. Ze worden dan ook wel 'voorweeën' genoemd.
Weeën die tussen de achtste week en de vierde week voor de bevalling optreden, worden ook wel 'oefenweeën' of 'indalingsweeën' genoemd. Deze weeën zorgen er voor dat de baby met zijn hoofd onder in de baarmoeder komt te liggen, zodat hij klaar ligt voor de geboorte.
Het verschil tussen harde buiken en echte weeën uit zich in de regelmaat en de toestand van de baarmoedermond. Tussen twee harde buiken zit veel meer tijd dan tussen twee ontsluitingsweeën, die er voor zorgen dat de baarmoedermond korter wordt en/of ontsluit (open gaat).

## Ontstaansmechanisme
Sommige deskundigen stellen dat de cellen van de baarmoederwand zich oefenen in het 'communiceren' met elkaar via tight junctions zodat ze bij de echte weeën tegelijk zullen samentrekken. Een andere theorie is dat wanneer de foetus fysiologische stress ondervindt, zulke samentrekkingen ervoor zorgen dat er meer zuurstof terecht komt in de foetale bloedsomloop.
Hoewel het ontstaansmechanisme van de harde buik niet goed begrepen wordt, zijn er wel factoren bekend die voorweeën kunnen uitlokken:
- Dehydratie
- Volle blaas
- Seksuele gemeenschap
- Intensieve inspanning zoals hardlopen of zware objecten tillen
- Sterke stress
- Aanraken van de buik